# والدبورگ
والدبورگ (به آلمانی: Waldburg) یک شهر در آلمان است که در رافنسبورگ واقع شده‌است.